# English Ice Hockey Association
Die English Ice Hockey Association (kurz EIHA) ist der Dachverband für die Organisation des Eishockeysports in England und Wales und wurde 1982 gegründet. Die EIHA ist Ice Hockey UK untergeordnet und England wird von dieser (als Teil von Großbritannien) bei der Internationalen Eishockey-Föderation (IIHF) vertreten.

## Aufgaben
Die EIHA organisiert die folgenden Ligen und Spielklassen:
- National Ice Hockey League
- British Universities Ice Hockey Association
- Women’s Premier Ice Hockey League
- Freizeitligen
- Nachwuchsligen

Ehemalige, von der EIHA organisierte Ligen:
- English Premier Ice Hockey League (1998 bis 2017)
- Southern League (1970 bis 1978)

Zudem führt der englische Eishockeyverband Weiterbildungen für Trainer und Schiedsrichter durch, in den 1990er Jahren betreute der Verband zudem je eine englische Auswahlmannschaft der Männer und Frauen.